# Alberto Gonzales

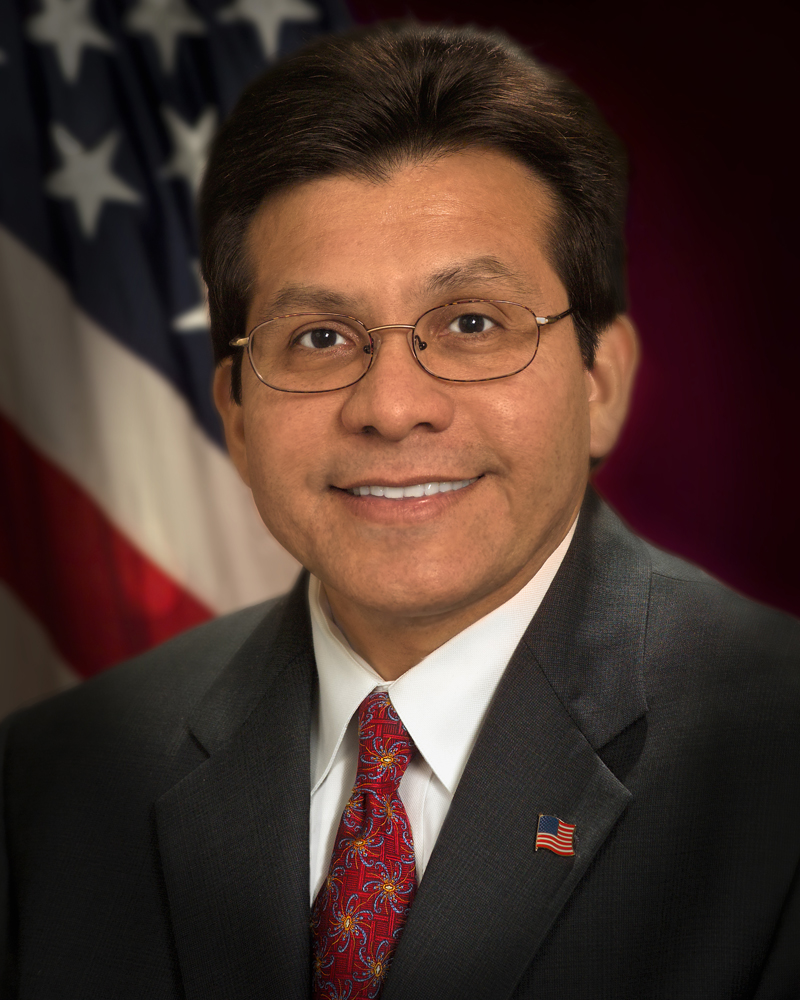
Alberto Gonzales

Alberto Recuerdo Gonzales (San Antonio (Texas), 4 augustus 1955) was de tachtigste minister van Justitie van de Verenigde Staten (Attorney General).
Gonzales werd in februari 2005 door President George W. Bush op deze post benoemd, als opvolger van John Ashcroft. Op 9 december 2007 trad hij af.

## Loopbaan
Gonzales had van 1994 tot 1997 al als officieel advocaat (general counsel) voor Bush gediend toen deze nog gouverneur van Texas was. Daarna was hij Secretary of State van Texas (1997-1999) en lid van het Texaanse hooggerechtshof (1999-2000). Van 2001 tot 2005 was Gonzales de officiële advocaat van het Witte Huis (White House Counsel) en daarmee de naaste juridische adviseur van President George W. Bush.

## Benoeming
De voorgenomen benoeming van een minister behoeft in de Verenigde Staten de goedkeuring van de Senaat. In het geval van Gonzales ging dit niet zonder slag of stoot. De Democratische minderheid ondervroeg de kandidaat-minister over zijn rol in de detentie en de ondervraging van gevangenen in Guantanamo Bay op Cuba. Zij beschikte over een geheime nota van Gonzales uit januari 2002 aan de president, houdende de raad om de Conventie van Genève inzake de behandeling van krijgsgevangenen buiten toepassing te verklaren op deze groep. Verder schreef hij, dat gevangenen op Guantanamo Bay, buiten Amerikaans territorium, geen aanspraak hadden op de rechten van Criminele vervolgden in de VS. Ten slotte gaf hij de inlichtingendiensten groen licht voor verhoortechnieken die tot dan toe verboden waren geweest.

## Ministerschap
Onder Gonzales' leiderschap zijn het ministerie van Justitie en de FBI in een crisis geraakt. Men heeft hen ervan beschuldigd illegale afluisterpraktijken te hebben gebezigd om zodoende persoonlijke informatie over Amerikaanse staatsburgers in handen te krijgen. Daarnaast is de rol van Gonzales in het ontslag van enkele federale aanklagers ook omstreden. Gonzales ontsloeg acht openbare aanklagers, officieel wegens incompetentie maar al snel bleek dat de openbare aanklagers werden ontslagen om politieke redenen. Zo waren deze betrokken bij onderzoeken naar corruptie tegen enkele Republikeinse politici.
Verscheidene Congresleden van zowel de Republikeinse, maar vooral van de Democratische Partij vroegen meermaals om het vertrek van Gonzales. In het kader van het ontslag van de negen openbare aanklagers beschuldigden de Democraten Gonzales van meineed. Op 27 augustus 2007 kondigde Alberto Gonzales aan vroegtijdig ontslag te nemen als minister van Justitie. Op 9 november 2007 werd hij opgevolgd door Michael Mukasey.

## Achtergrond
Gonzales werd als tweede van acht kinderen van Pablos en Maria Gonzales geboren. Hij groeide in de omgeving van Houston op. Zijn vader, die in 1982 stierf, werkte in de bouw. Drie van zijn grootouders waren waarschijnlijk illegaal naar de V.S. gekomen.
In 1973 ging Gonzales bij de Amerikaanse Luchtmacht en diende daar vier jaar. Nog voor het beëindigen van zijn diensttijd schreef hij zich bij Rice University (in Houston, Texas), waar hij in 1979 een bachelordiploma in politicologie behaalde. In 1982 behaalde hij zijn doctoraal in de Rechten aan Harvard-universiteit.
Gonzales is twee keer getrouwd geweest. Hij scheidde in 1985 van zijn eerste vrouw, Diane Clemens. Gonzales is heden getrouwd met Rebecca Turner Gonzales. Samen hebben zij drie zonen. Gonzales is rooms-katholiek.